# Tardesillas
Tardesillas es una localidad española del municipio de Garray, perteneciente a la provincia de Soria, en la comunidad autónoma de Castilla y León. Está situada en la comarca de Soria y el partido judicial de Soria.

## Geografía

### Situación
Está situado a 9,2 km al norte de Soria, en la zona conocida como Campillo de Buitrago. Desde esta ciudad, se sale por la N-111 dirección Logroño hasta llegar al puente de Garray, donde se toma la calzada que parte del centro de este, llamada La Vanguardia, entre los cauces de los ríos Duero y Tera. Tardesillas se encuentra al sur de la sierra de Carcaña en la llanada que conforman ambos ríos. El río Tera atraviesa su término de norte a sur.

### Municipios limítrofes
Limita al norte con el término de Chavaler, al este con Fuentecantos, al sur con Garray y al oeste con Canredondo de la Sierra.
En el año 1981 contaba con 38 habitantes, concentrados en el núcleo principal, pasando a 59 en 2009.

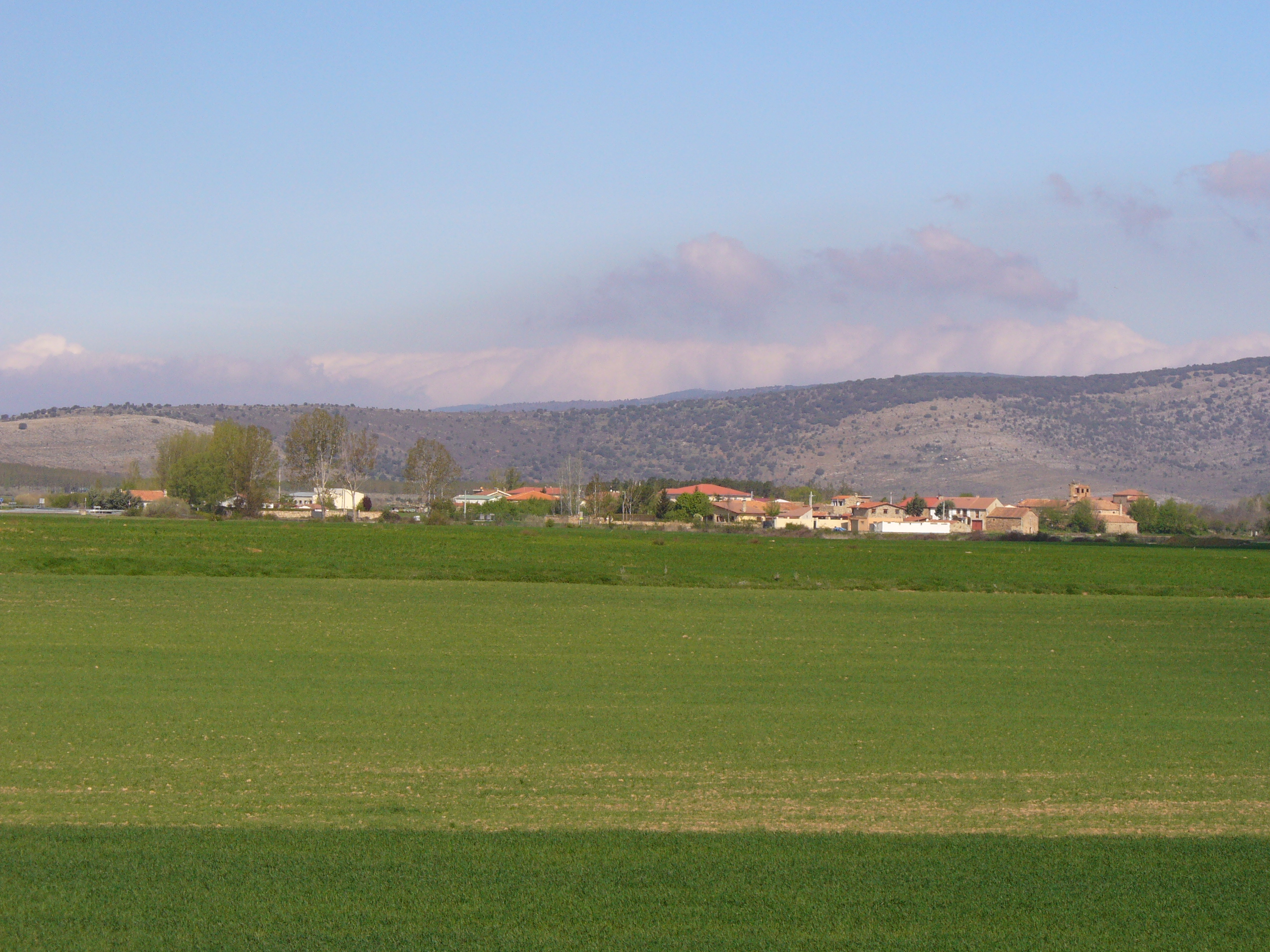
Tardesillas desde la variante

## Naturaleza

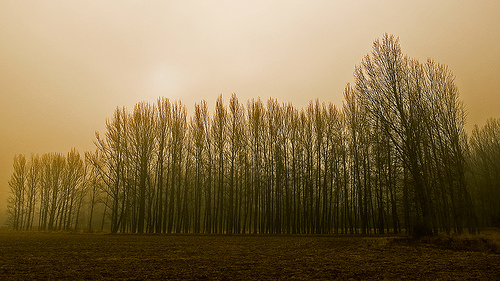
Vista de Tardesillas. Paraje de Las Raposeras.

El río Tera cruza el municipio de norte a sur, quedando a los pies de su casco urbano al este. Siguiendo el cauce del Tera, se sitúan multitud de espacios plagados de chopos que bordean el río. Entre Tardesillas -en la margen derecha- y el río se ubica el paraje denominado El Cantarral poblado por decenas de chopos que, si bien en primavera y verano proporcionan un precioso fondo verde a la localidad, en otoño e invierno le dotan de un singular manto ocre.
Por el noroeste puede contemplarse la silueta de la sierra de La Carcaña -la más rica de toda España por fabulosos tesoros de oro que dicen hallarse allí-, pues se afirma que su interior es una gran oquedad en la que los moros ocultaron oro al tener que abandonar precipitadamente estas tierras forzados por los cristianos. También puede contemplarse hacia el oeste el pico Frentes y el monte de Valonsadero. 
Tardesillas posee dos dehesas boyales habitadas por ganado vacuno, una de ellas conocida propiamente como La Desa, y la otra como dehesa de la Puente Vieja.

### Flora
En Tardesillas peden encontrarse especies autóctonas de álamo, chopo, encina, roble, zarzales, tomillo, romero, té, retama, manzanilla, malva y salvia entre otras.

### Fauna
A ejemplares de liebre, conejo y perdiz permanentes hay que añadir codorniz, tótola y torcaces de parada; pues Tardesillas forma parte del Coto de Caza Menor del Campillo. En su río se crían ejemplares de trucha y cangrejo entre otros.

## Historia
Sobre la base de los datos del censo de Pecheros de 1528, en el que no se contaban eclesiásticos, hidalgos y nobles, se registra la existencia 14 pecheros, es decir unidades familiares que pagaban impuestos. Figura en el documento original escrito como Tardesyllas. 
A la caída del Antiguo Régimen la localidad se constituye en municipio constitucional en la región de Castilla la Vieja, partido de Soria, que en el censo de 1842 contaba con 33 hogares y 132 vecinos.
A mediados del siglo XIX, el lugar tenía unas 33 casas. La localidad aparece descrita en el decimocuarto volumen del Diccionario geográfico-estadístico-histórico de España y sus posesiones de Ultramar de Pascual Madoz de la siguiente manera:

TARDESILLAS: l. con ayunt. en la prov. y part. jud de Soria (1 1/2 leg.), aud. terr. y c. g. de Burgos (25), dióc. de Osma: sit. á la marg. der. del r. Tera con buena ventilacion y clima sano: tiene 33 casas, la consistorial; escuela de instruccion primaria; una igl. aneja de la de Fuentecantos. térm.: confina con los de Canredondo, Garray y Fuentecantos: el terreno fertilizado por el Tera, cuyo paso facilita un puente, es de buena calidad. caminos: los locales y el que dirige á Soria, en donde, se recibe y despacha el correo. prod.: cereales, algunas legumbres y hortalizas. ind.: la agrícola y la recriacion de ganado lanar. pobl.: 33 vec., 132 alm. cap. imp.: 23,775 rs. 23 mrs.
(Madoz, 1849, p. 605)

En 1969 desapareció el municipio de Tardesillas, al fusionarse con los de Garray, Canredondo de la Sierra, Chavaler y Dombellas. Contaba entonces con 26 hogares y 115 habitantes.

## Demografía
| Gráfica de evolución demográfica de Tardesillas entre 1842 y 1960 |
| |
| Población de derecho según los censos de población del INE Población de hecho según los censos de población del INEEntre el censo de 1970 y el anterior, este municipio desaparece porque se integra en el municipio 42094 (Garray) |

## Economía

### Agricultura y ganadería
Las bases de la economía tradicional en Tardesillas son la agricultura de cereales y la ganadería. Esta última intensiva, con dos granjas de ganado porcino y ovino de leche, respectivamente. Así mismo, en sus dehesas pasta ganado vacuno de carne. El ganado lanar y el bovino de leche desaparecieron recientemente.

### Industria
Fábrica de embutidos artesanales.
También existe una granja dedicada a la producción de leche de oveja.

## Patrimonio

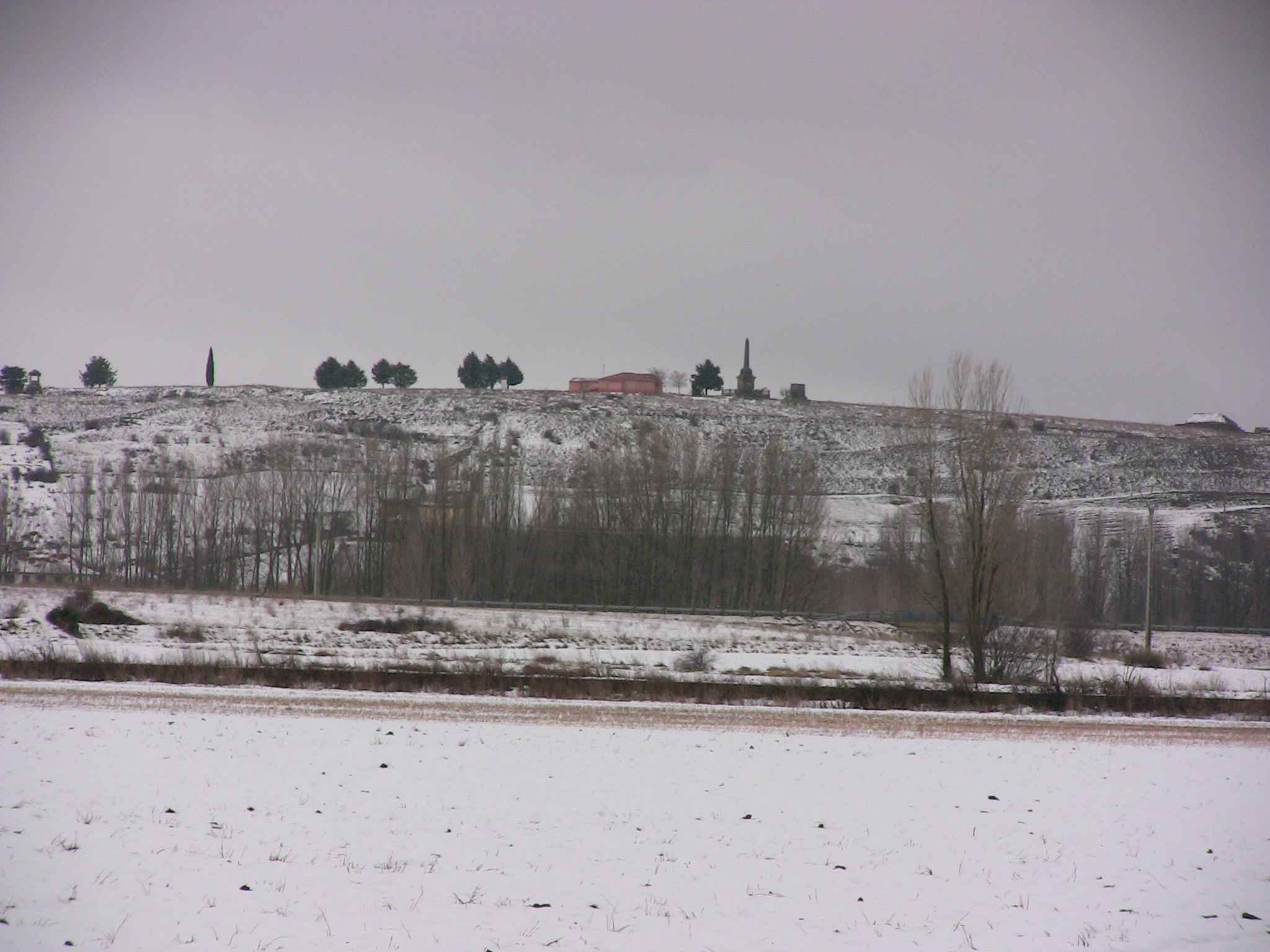
Numancia desde la entrada al pueblo.

El núcleo urbano se asienta sobre una leve elevación del terreno, que domina la llanada a la que se abre, en el cual se ubica su iglesia. El caserío se conforma en su mayoría por casas de piedra mampuesta, rematadas por sillares en esquinas y dinteles. Las ruinas de Numancia se encuentran a escasos 2 km, ofreciéndose desde la localidad una atractiva vista del cerro de la Muela de Garray. Al ser una pequeña aldea de la Tierra de Soria, únicamente posee interés monumental su iglesia parroquial del siglo XVIII, de notable aspecto rural.

### Miliario de Tardesillas
Eduardo Saavedra, al estudiar la calzada romana que unía las localidades de Augustóbriga (Muro de Ágreda) con Numancia (Garray), nos habla de un miliario encontrado en Tardesillas que servía de cargadero a la puerta de un corral. Se trata de una piedra-hito, del año 305 o 306 d. C., publicada con el n.º 6.237 del Corpus Inscriptionum Latinarum (Hübner) y que fue recogida y enviada a Madrid. Su trascripción literal sería la siguiente: 
D(omino) n(ostro) Fl(avio) Val(erio) Constatio, mas(imo) vict(ori) semper aug(usto). Au(gust)obrig(am) m(illia) p(assuum) XXVIIII.
Transcrito al castellano: «A nuestro señor el Emperador Cayo Flavio Valerio Constancio, máximo, vencedor, siempre Augusto. A Augustóbriga 29 millas.»

### Iglesia de la Natividad de Nuestra Señora

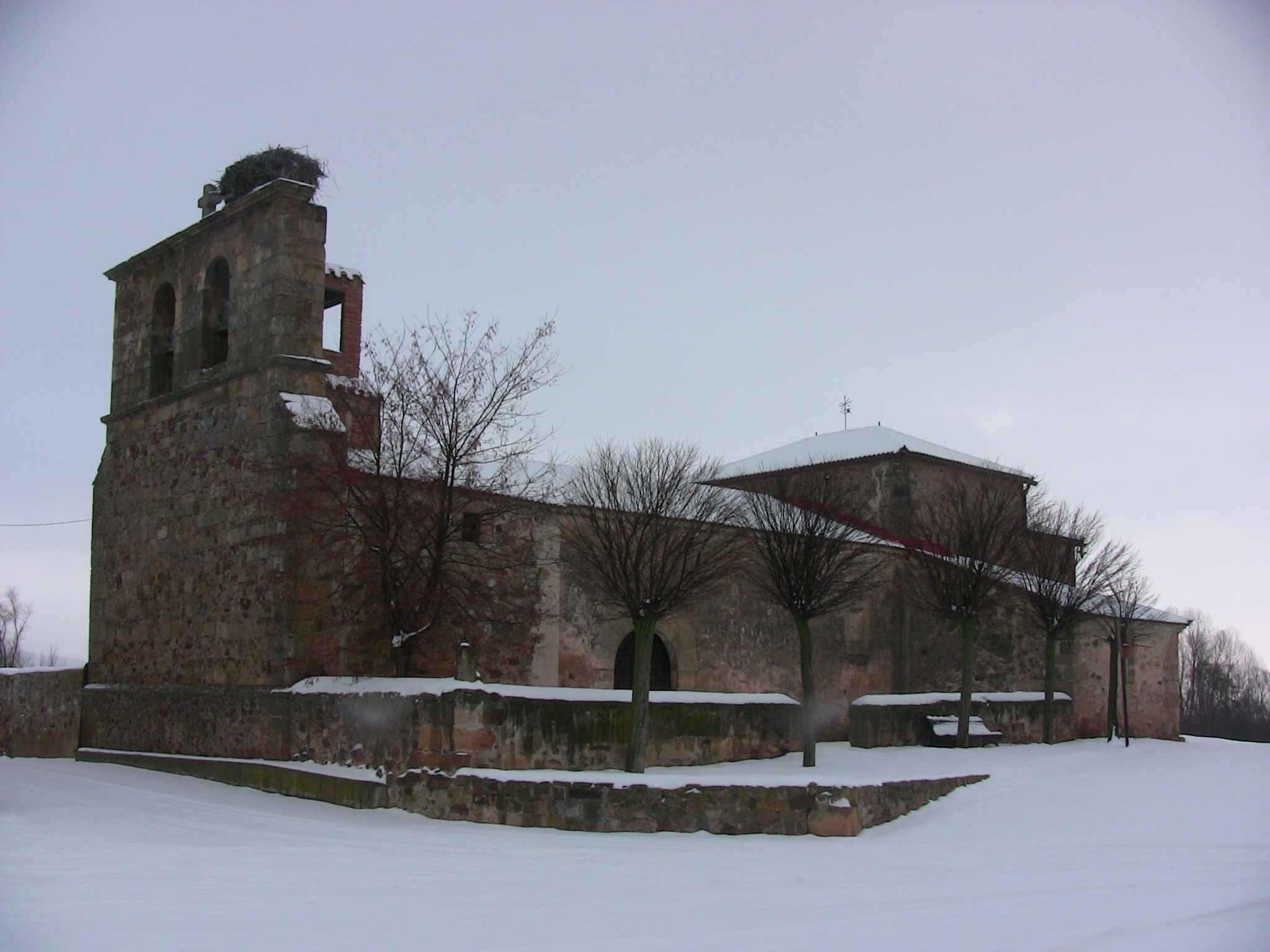
Iglesia nevada.

Tardesillas posee una iglesia parroquial del siglo XVIII, dedicada a la Natividad de Nuestra Señora, como puede leerse en su arco de entrada, orientado hacia el sur. Construida sobre la base de un templo anterior, la fecha de finalización de las obras que le dan su fisonomía actual se encuentra labrada en uno de los sillares de su atrio: Año de 1730.
El templo es de una sola nave, con techumbre en madera y bóveda esférica encalada en el ábside. A la sacristía se accede por el lado de la Epístola. El campanario se sitúa a los pies del templo, en el lado occidental, custodiando la llamada cuesta de las campanas. Según el "Inventario de campanas de la provincia de Soria (2007)", las dos campanas que coronan la espadaña de la iglesia parroquial están datadas en 1926 siendo cura D. Mariano Rupérez y alcalde D. Daniel Moreno, fueron realizadas por la fábrica de campanas Linares Ortiz (Proveedores de la Real Casa) en Madrid y ambas están dedicadas al Sagrado Corazón de Jesús.
En el interior podemos contemplar pequeños altares de los siglos XVII y XVIII y una iconografía de escaso valor artístico. En el exterior, pueden observarse varias tumbas antropomorfas de época medieval.

### Monasterio del Císter

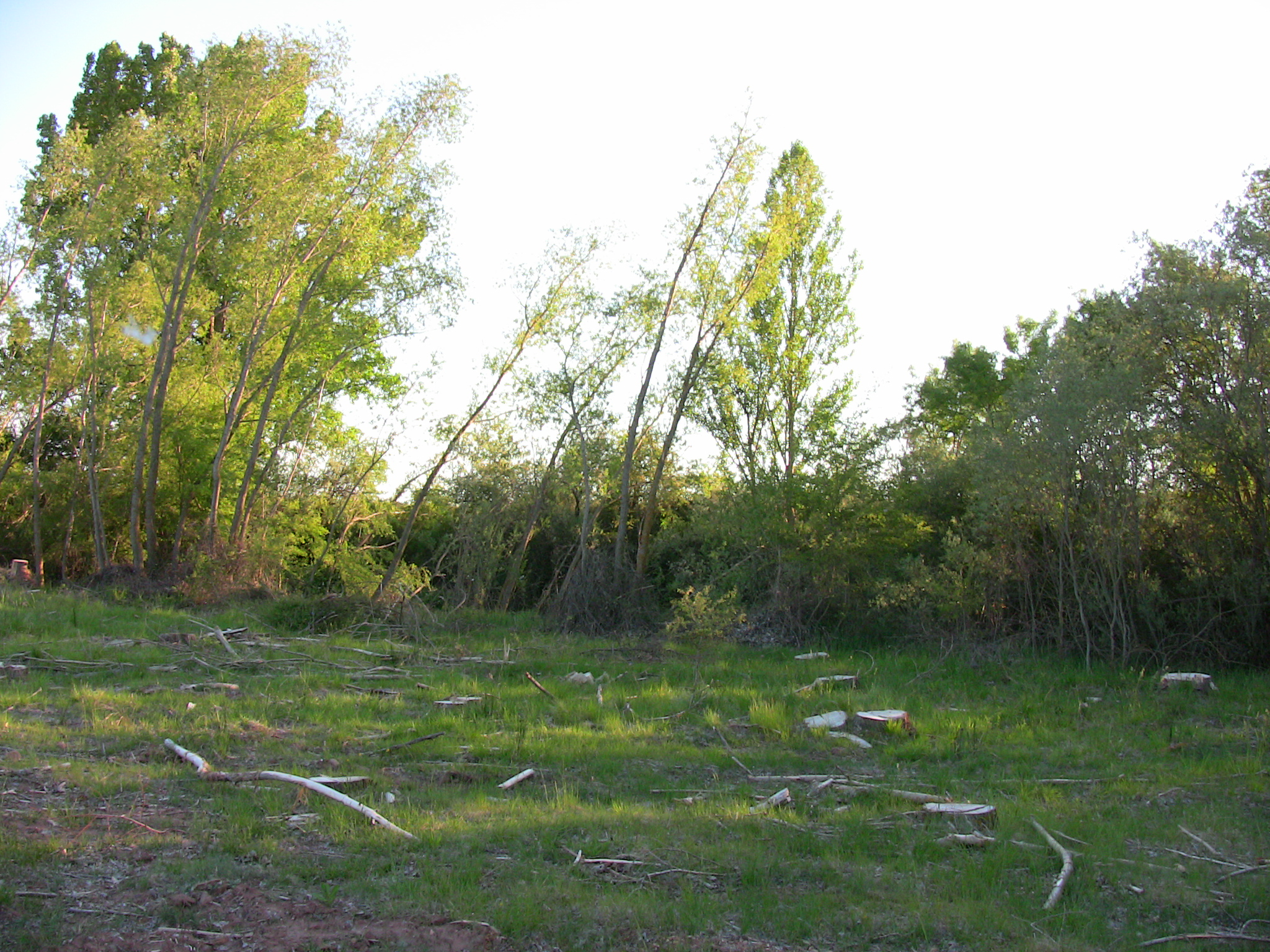
Pozo de las Terreras en Tardesillas.

Se conoce la existencia cierta de un monasterio femenino titulado de Santa María en Tardesillas, de la orden del Císter, que fue fundado en el siglo XIII según consta en documentos de Alfonso VIII y de Fernando III conservados en el archivo de la Concatedral de San Pedro de Soria. Posiblemente se tratase del primer monasterio cisterciense femenino fundado en la provincia.

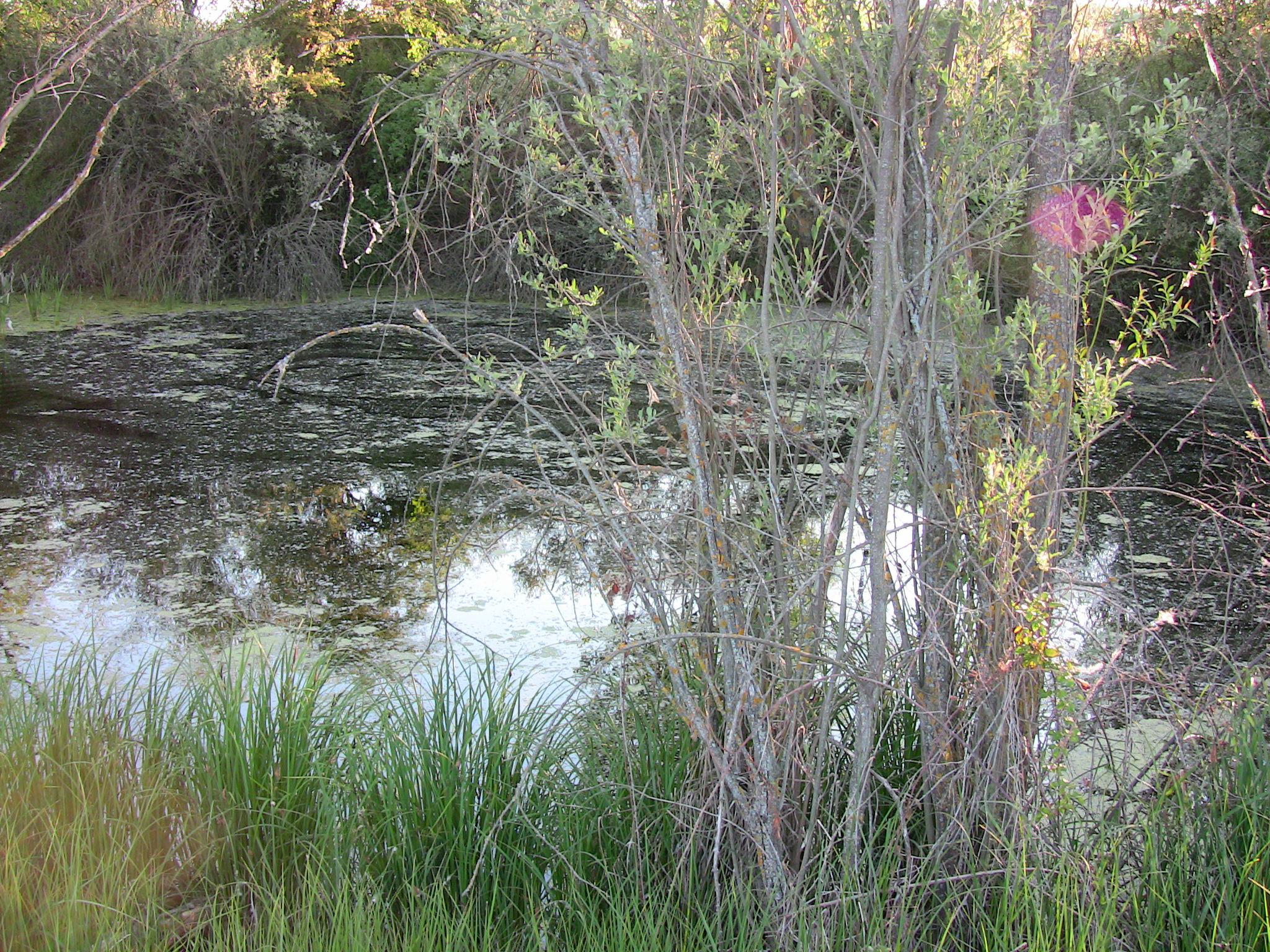
Pozo de las Terreras en Tardesillas.

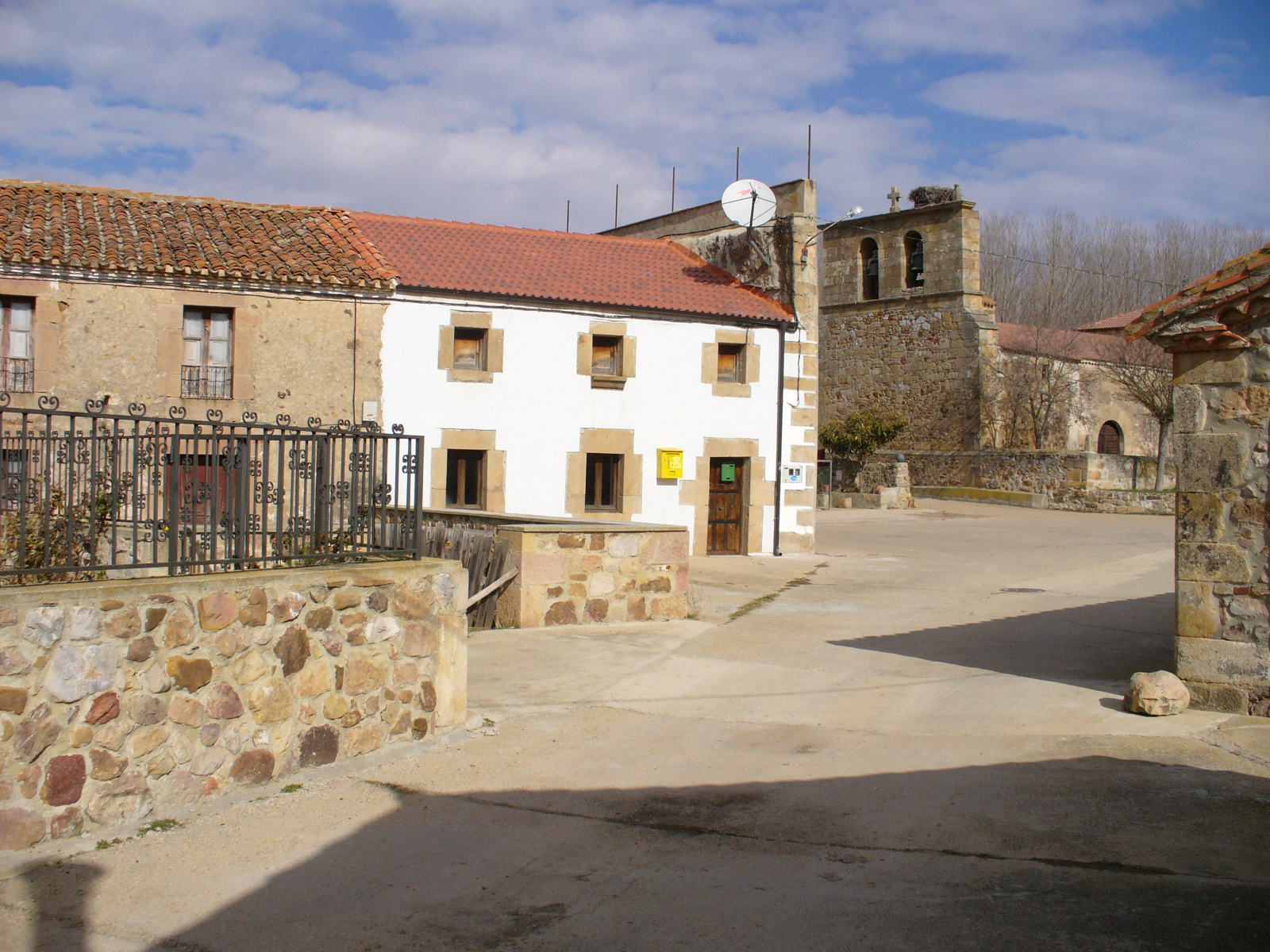
Plaza de Tardesillas.

La ubicación exacta de su emplazamiento se desconoce en la actualidad y, por tradición popular, se localiza en el paraje cercano al río Tera denominado Pozo de las Terreras; paraje rodeado de leyendas populares sobre la profundidad y fuerza de las aguas del río al atravesarlo. Sin embargo, no se han encontrado restos arquitectónicos que corroboren esta tradición, por lo que podría considerarse que su fundación tuvo lugar dentro del núcleo urbano. Corroborarían esta afirmación las tumbas medievales que se sitúan alrededor de su iglesia, que podrían ser de la misma época que el monasterio, así como la aparición bajo tierra de algunos restos constructivos románicos próximos a aquella. Para más inri, por tradición oral, existe un inmueble cercano a la iglesia conocido popularmente como la Casa de las Monjas".

### Molino
Al noreste de Tardesillas, lindero con el término municipal de Chavaler, se encuentra un antiguo molino de harinas del siglo XVIII de propiedad privada. Situado en la margen izquierda del río Tera, alimentándose con el agua proveniente del río y que discurre por la denominada Cacera, se conserva en buen estado.

## Antiguo Campo de Aviación delNegredo
Aeródromo de Garray-Soria.